# Die Singphoniker

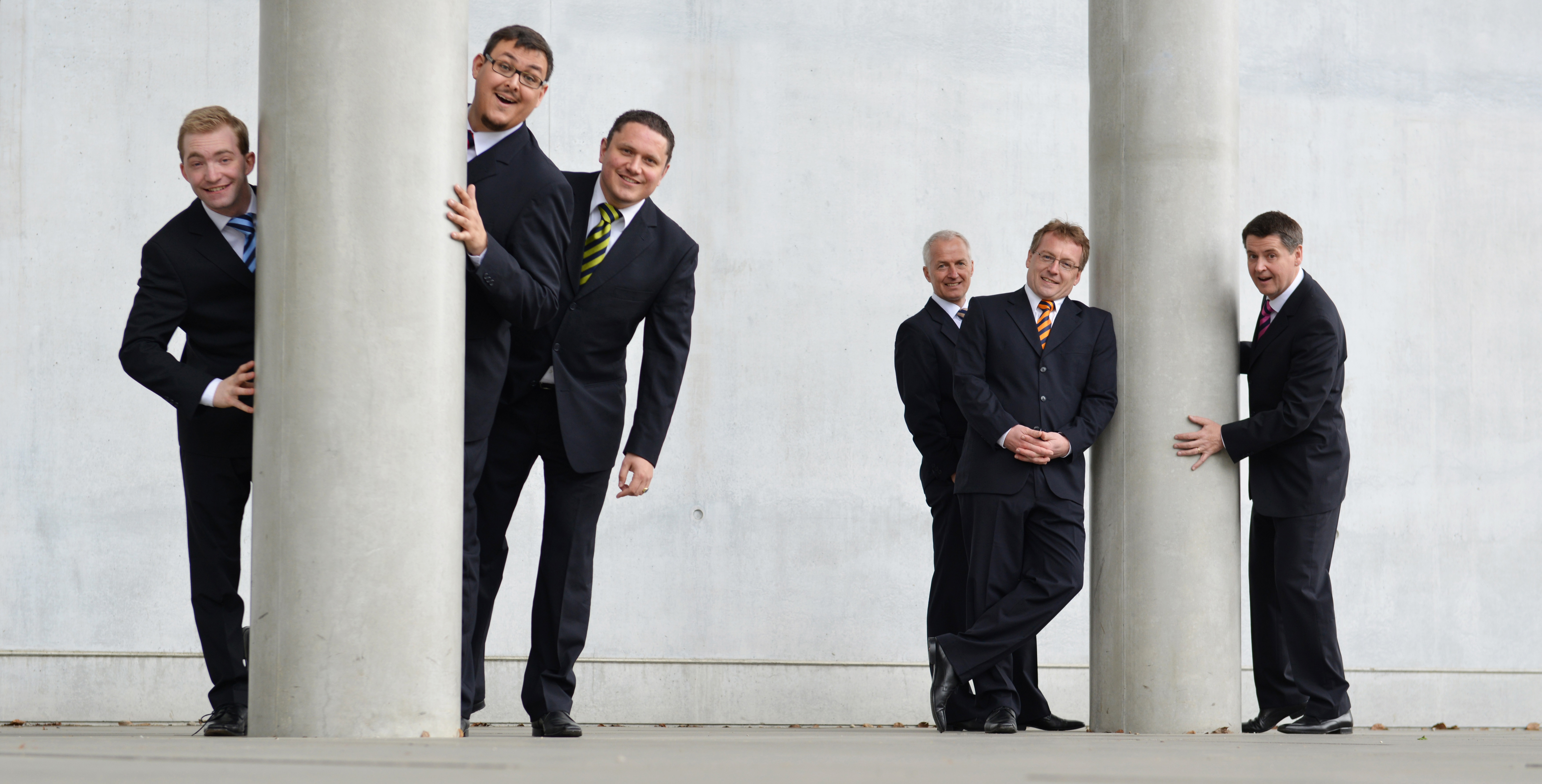

Die Singphoniker sind ein deutsches Vokalsolistenensemble aus München.

## Künstlerisches Wirken
Das Männersextett wurde 1982 von sechs Studenten der Musikhochschule München nach dem Vorbild der Comedian Harmonists gegründet. Schon bald erweiterten sie ihr Repertoire, das heute vokale Kammermusik aus der Entstehungszeit des Gregorianischen Gesangs bis zur Moderne sowie Volkslieder, Weihnachtslieder, Popmusik und andere Crossover-Projekte umfasst. Inzwischen haben auch zeitgenössische Komponisten wie Enjott Schneider, Max Beckschäfer und Wilfried Hiller für das  Ensemble eigene Werke verfasst.
Die professionellen Musiker haben seit 1987 über 30 CDs mit Werken der Romantik, der Renaissance, mit zeitgenössischer geistlicher Musik, gregorianischem Choral, aber auch mit Lieder der Comedian Harmonists oder Hits der Popmusik eingespielt.
Das Ensemble, das Konzerttourneen in ganz Europa und Übersee unternimmt, wurde 1988 mit dem 1. Preis beim internationalen Chorwettbewerb  in Gorizia/Italien ausgezeichnet. Für die erste Gesamtaufnahme aller Gesänge für Männerstimmen von Franz Schubert wurde ihnen 1997 der Grand Prix du Disque der Akademie Charles Cros von Radio France verliehen.

## Mitglieder
- Johannes Euler, Countertenor
- Daniel Schreiber, Tenor
- Henning Jensen, Tenor
- Berno Scharpf, Bariton (und Klavier)
- Marlo Honselmann, Bassbariton
- Florian Drexel, Bass

Ehemalige Mitglieder:
- Markus Geitner, Countertenor
- Alfons Brandl, Tenor
- Christoph Rösel, Tenor
- Bernhard Hofmann, Tenor
- Hubert Nettinger, Tenor
- Manuel Warwitz, Tenor
- Ludwig Thomas, Bariton
- Gunnar Mühling, Bassbariton
- Michael Mantaj, Bassbariton
- Franz-Xaver Lechner, Bass (und Klavier)
- Christian Schmidt, Bass

## Auszeichnungen
- 1987: Platte des Monats der Zeitschrift Stereoplay für Concert Collection
- 1988: 1. Preis beim Chorwettbewerb in Gorizia in der Sparte für Vokalensembles
- 1994: Diapason d’or de l’année für die CD „Singphonic Mendelssohn“
- 1997: Grand Prix du Disque „Charles Cros“ von Radio France für die Gesamteinspielung der mehrstimmigen Gesänge von Franz Schubert
- 1998: Preis der Bayerischen Volksstiftung